# Saint-Colomban-des-Villards
Saint-Colomban-des-Villards település Franciaországban, Savoie megyében. Lakosainak száma 138 fő (2022. január 1.). Saint-Colomban-des-Villards Saint-Alban-des-Villards, Vaujany, Fontcouverte-la-Toussuire, Saint-Sorlin-d’Arves és Le Haut-Bréda községekkel határos.

## Népesség
A település népessége az elmúlt években az alábbi módon változott:
| Lakosok száma | 192  | 173  | 155  | 135  | 133  | 132  | 130  | 133  | 138  |
|               | 2013 | 2015 | 2016 | 2017 | 2018 | 2019 | 2020 | 2021 | 2022 |